# Casa de la Cultura 25 de abril
La Casa de la Cultura 25 de abril es un teatro ubicado en Pyongyang, Corea del Norte. Fue construido en 1974-1975 para proporcionar un lugar para la educación militar. Está ubicado en la calle Pipha en el distrito de Moranbong de Pyongyang. El edificio de columnas clásicas se considera uno de los mejores ejemplos de la monumentalidad socialista de la década de 1970 en Corea del Norte, el otro es el Teatro de arte Mansudae visualmente similar.
Ha sido el escenario de muchos eventos históricos, desde el sexto, séptimo y octavo congreso del Partido de los Trabajadores de Corea, hasta la histórica reunión de Kim Jong-il con el presidente de Corea del Sur, Roh Moo-hyun, en 2007.

## Uso
La Casa de la Cultura del 25 de abril alberga la Oficina de Composición de Arte y Cultura del 25 de abril,  que está a cargo de la organización de los principales eventos culturales de la KPA, incluidas conferencias internacionales y funerales de estado. Además de las reuniones de educación militar, premios y solidaridad,  y ceremonias oficiales del estado y reuniones del partido como el 6º y 7º Congresos del Partido de los Trabajadores de Corea, los teatros en el La Casa de la Cultura del 25 de abril se utiliza para eventos culturales como las actuaciones del Conjunto del Ejército Popular de Corea o la Orquesta de Moranbong.
El edificio rara vez recibe visitas de turistas.